# Nikolaï Prokhorkine
Nikolaï Nikolaïevitch Prokhorkine - en russe : Николай Николаевич Прохоркин et en anglais : Nikolai Prokhorkin - (né le 17 septembre 1993 à Tcheliabinsk en Russie) est un joueur professionnel russe de hockey sur glace. Il évolue au poste d'attaquant.

## Biographie

### Carrière en club
Lors du repêchage d'entrée dans la KHL 2010, alors qu'il évolue dans les équipes de jeunes du Vitiaz Tchekhov, il est sélectionné par le Vitiaz Tchekhov en deuxième ronde en vingt-sixième position afin de le protéger et conserver ses droits. Finalement, il est recruté par le HK CSKA Moscou. Il débute dans la Molodiojnaïa Hokkeïnaïa Liga en 2010 avec la Krasnaïa Armia, l'équipe MHL du CSKA. Le 30 janvier 2011, il débute avec l'équipe première dans la Ligue continentale de hockey face au Dinamo Minsk. Avec la Krasnaïa Armia, il décroche la Coupe Kharlamov 2011 en battant en finale les tenants du titre, les Stalnye Lissy, équipe réserve du Metallourg Magnitogorsk, quatre victoires à zéro. Le 11 janvier 2012, il inscrit son premier but dans la KHL face au HK Spartak Moscou. Lors du repêchage d'entrée dans la LNH 2012, les Kings de Los Angeles le choisissent au quatrième tour en cent-vingt-et-unième position. Le 17 septembre 2013, le jour de son vingtième anniversaire, il inscrit avec le HK CSKA Moscou son premier triplé, assorti d'une assistance face au OHK Dinamo. Il remporte la Coupe Gagarine 2017 avec le SKA Saint-Pétersbourg. Le 13 mai 2019, il signe un contrat d'un an avec les Kings de Los Angeles de la Ligue nationale de hockey. Le 27 octobre 2019, il joue son premier match avec les Kings face aux Blackhawks de Chicago. Il marque son premier but dans la LNH le 16 novembre 2019 face aux Golden Knights de Vegas.

### Carrière internationale
Il représente la Russie au niveau international. Il prend part aux sélections jeunes.

## Trophées et honneurs personnels

### Molodiojnaïa Hokkeïnaïa Liga
- 2011 : nommé dans l'équipe type du journal Sovetski Sport.

## Statistiques

### En club
| Saison    | Équipe                  | Ligue |                   | Saison régulière  | Saison régulière  | Saison régulière  | Saison régulière  | Saison régulière |   | Séries éliminatoires | Séries éliminatoires | Séries éliminatoires | Séries éliminatoires | Séries éliminatoires |
| Saison    | Équipe                  | Ligue | PJ                | B                 | A                 | Pts               | Pun               | PJ               | B | A                    | Pts                  | Pun                  |                      |                      |
| 2010-2011 | Krasnaïa Armia          | MHL   | 46                | 23                | 17                | 40                | 42                | 16               | 3 | 5                    | 8                    | 10                   |                      |                      |
| 2010-2011 | HK CSKA Moscou          | KHL   | 6                 | 0                 | 0                 | 0                 | 0                 | -                | - | -                    | -                    | -                    |                      |                      |
| 2011-2012 | HK CSKA Moscou          | KHL   | 15                | 1                 | 1                 | 2                 | 4                 | 4                | 0 | 1                    | 1                    | 2                    |                      |                      |
| 2011-2012 | Krasnaïa Armia          | MHL   | 15                | 9                 | 17                | 26                | 47                | 16               | 2 | 9                    | 11                   | 14                   |                      |                      |
| 2012-2013 | Monarchs de Manchester  | LAH   | 8                 | 0                 | 1                 | 1                 | 6                 | -                | - | -                    | -                    | -                    |                      |                      |
| 2012-2013 | THK Tver                | VHL   | 5                 | 2                 | 2                 | 4                 | 4                 | -                | - | -                    | -                    | -                    |                      |                      |
| 2012-2013 | HK CSKA Moscou          | KHL   | 14                | 2                 | 1                 | 3                 | 10                | 9                | 3 | 1                    | 4                    | 0                    |                      |                      |
| 2013-2014 | HK CSKA Moscou          | KHL   | 52                | 19                | 18                | 37                | 47                | 4                | 1 | 1                    | 2                    | 16                   |                      |                      |
| 2014-2015 | Bouran Voronej          | VHL   | 7                 | 1                 | 0                 | 1                 | 4                 | -                | - | -                    | -                    | -                    |                      |                      |
| 2014-2015 | HK CSKA Moscou          | KHL   | 41                | 9                 | 11                | 20                | 15                | 4                | 0 | 0                    | 0                    | 2                    |                      |                      |
| 2015-2016 | Salavat Ioulaïev Oufa   | KHL   | 55                | 19                | 17                | 36                | 91                | 19               | 2 | 5                    | 7                    | 18                   |                      |                      |
| 2016-2017 | SKA Saint-Pétersbourg   | KHL   | 43                | 6                 | 8                 | 14                | 47                | 16               | 3 | 5                    | 8                    | 12                   |                      |                      |
| 2017-2018 | SKA Saint-Pétersbourg   | KHL   | 47                | 16                | 17                | 33                | 24                | 4                | 1 | 1                    | 2                    | 4                    |                      |                      |
| 2018-2019 | SKA Saint-Pétersbourg   | KHL   | 41                | 20                | 21                | 41                | 10                | 11               | 2 | 4                    | 6                    | 4                    |                      |                      |
| 2019-2020 | Reign d'Ontario         | LAH   | 4                 | 0                 | 2                 | 2                 | 2                 | -                | - | -                    | -                    | -                    |                      |                      |
| 2019-2020 | Kings de Los Angeles    | LNH   | 43                | 4                 | 10                | 14                | 6                 | -                | - | -                    | -                    | -                    |                      |                      |
| 2020-2021 | Metallourg Magnitogorsk | KHL   | 45                | 12                | 14                | 26                | 26                | 12               | 3 | 5                    | 8                    | 24                   |                      |                      |
| 2021-2022 | Avangard Omsk           | KHL   | 41                | 10                | 11                | 21                | 4                 | 13               | 5 | 2                    | 7                    | 6                    |                      |                      |
| 2022-2023 | SKA Saint-Pétersbourg   | KHL   | 3                 | 0                 | 1                 | 1                 | 0                 | 7                | 1 | 3                    | 4                    | 2                    |                      |                      |
| 2023-2024 | Sibir Novossibirsk      | KHL   | 39                | 8                 | 16                | 24                | 41                | -                | - | -                    | -                    | -                    |                      |                      |
| 2023-2024 | Avangard Omsk           | KHL   | 26                | 10                | 9                 | 19                | 12                | 12               | 2 | 3                    | 5                    | 2                    |                      |                      |
| 2024-2025 | Avangard Omsk           | KHL   | Saison en cours ? | Saison en cours ? | Saison en cours ? | Saison en cours ? | Saison en cours ? |                  |   |                      |                      |                      |                      |                      |

### En équipe nationale
| Année | Évènement       |   | PJ | B | A | Pts | Pun | +/-           |  | Résultat |
| 2018  | Jeux olympiques | 6 | 2  | 0 | 2 | 2   | -1  | Médaille d'or |  |          |